# Бернхард IV фон Регенщайн-Бланкенбург
Бернхард IV (V) фон Регенщайн-Бланкенбург (на немски: Bernhard IV (V) von Regenstein-Blankenburg; * 1422; † ок. 12 май 1458) е граф на Регенщайн-Бланкенбург.

## Произход
Той е вторият син на граф Бернард IV фон Регенщайн-Бланкенбург (I) († 1422/1423) и съпругата му Агнес фон Шварцбург-Лойтенберг († сл. 1414), дъщеря на граф Хайнрих XV фон Шварцбург-Лойтенберг († 1402) и Анна фон Плауен († 1412). По-големият му брат Улрих VIII фон Регенщайн-Бланкенбург († 1489) е бездетен.

## Фамилия
Бернхард IV се жени за Елизабет фон Мансфелд (* ок. 1425; † 1474/1477), дъщеря на Гебхард V фон Мансфелд († 1433/1438) и Урсула фон Шварцбург († 1461), дъщеря на граф Хайнрих XV фон Шварцбург-Лойтенберг († 1402) и Анна фон Плауен († 1412). Те имат децата:
- Гебхард († сл. 1462)
- Катарина/Хедвиг († сл. 1462), омъжена за Готшалк фон Плесе († 2 ноември 1483)
- Улрих IX фон Регенщайн-Бланкенбург (VIII, XV) (* ок. 1450; † 1524), женен за Анна фон Хонщайн-Фирраден (* ок. 1463; † 1539), дъщеря на граф Йохан I фон Хонщайн-Фирраден (II) († 1498) и принцеса Агнес фон Анхалт-Цербст († 1492), дъщеря на княз Георг I фон Анхалт-Цербст († 1474)
- Гертруд († 1 май 1531), приорес в Гандерсхайм (1486), абатиса в Гандерсхайм (1507 – 1531)
- ? Барбара (* ок. 1450; † 1529), омъжена за бургграф Георг I фон Кирхберг (* ок. 1440; † 5 юни 1519)
- дъщеря, омъжена за граф Албрехт III фон Хинденбург-Плате († 1486)